# T. Wayland Vaughan

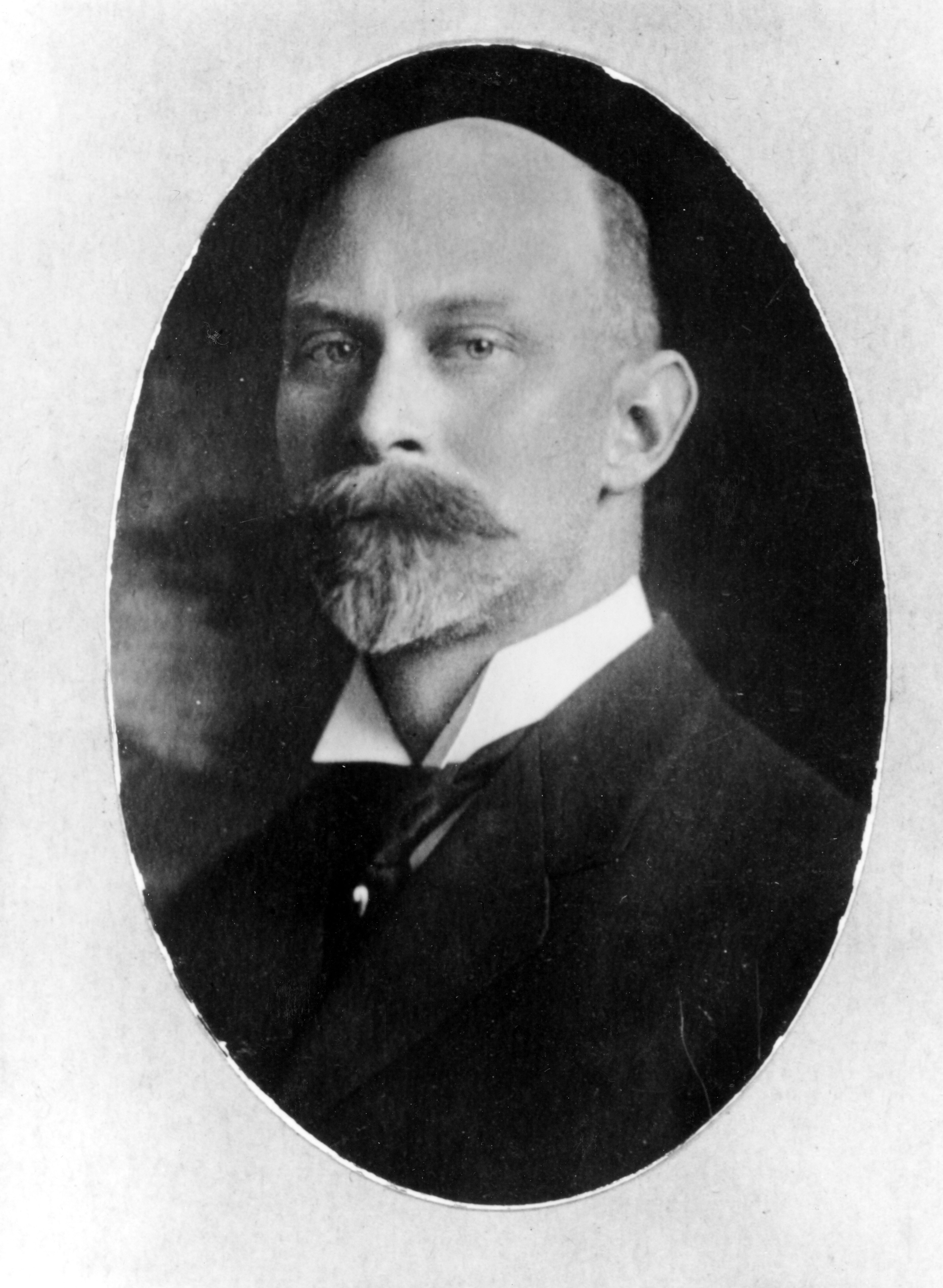
T. Wayland Vaughan

Thomas Wayland Vaughan (* 20. September 1870 in Jonesville, Texas; † 16. Januar 1952 in Washington, D.C.) war ein US-amerikanischer Geologe, Meeresbiologe, Paläontologe und Ozeanograph. Er befasste sich vor allem mit fossilen und rezenten Korallen und Korallenriffen.
Vaughan studierte ab 1885 an der Tulane University, zuerst Medizin, dann Physik. Ab 1889 unterrichtete er Physik und Chemie in Mount Lebanon (Louisiana), begann nebenbei Fossilien zu sammeln und veröffentlichte botanische und zoologische Arbeiten. Er schloss ein Studium der Biologie an der Harvard University 1894 mit dem Master ab, war ab 1894 Assistant Geologist beim United States Geological Survey und wurde 1903 über fossile Korallen des Oligozän und Eozän der USA promoviert. Von 1901 bis 1914 war er in geologischer und ozeanographischer Feldforschung in der Karibik engagiert, 1911 in der Panamakanalzone, 1919 bis 1921 in der Dominikanischen Republik und Haiti, 1919 auf den Virgin Islands und Puerto Rico sowie von 1907 bis 1923 an der Golfküste und der Atlantikküste. Von 1908 bis 1915 untersuchte er die Korallenriffe auf den Bahamas und in Florida im Auftrag der Smithsonian Institution. Neben Korallen untersuchte er auch Foraminiferen.
1917 wurde Vaughan in die American Academy of Arts and Sciences gewählt. 1923 war er Präsident der Paleontological Society. Von 1924 bis 1936 war er Direktor der Scripps Institution of Oceanography (die ihren heutigen Namen unter seiner Direktorenschaft erhielt). 1935 erhielt er die Alexander-Agassiz-Medaille der National Academy of Sciences, 1945 die Mary Clark Thompson Medal und 1946 die Penrose-Medaille. Er war Mitglied der National Academy of Sciences, deren Ozeanographie-Ausschuss er in den 1930er Jahren leitete. Während dieser Zeit unterstützte er auch die Gründung eines Gegenstücks zur Scripps Institution an der Ostküste, die Woods Hole Oceanographic Institution. 1939 war er Präsident der Geological Society of America.
In fortgeschrittenem Alter begann er sich für die japanische Sprache und ostasiatische Kunst zu interessieren und war auch Dozent für ostasiatische Kunst. Er wurde vom japanischen Kaiser 1933 in Privataudienz empfangen und erhielt 1940 den japanischen Orden der Aufgehenden Sonne 3. Klasse.